# Еліягу Бенджамін Вошберн
Еліягу Бенджамін Вошберн (англ. Elihu Benjamin Washburne, 23 вересня 1816, Лівермор, штат Мен (США) — 23 жовтня 1887, Чикаго) — американський політичний діяч, один з творців Республіканської партії США, державний секретар США в 1869 році, посол США в Франції.

## Біографія
Представляючи штат Іллінойс в Палаті представників конгресу, був близький до президента США Авраама Лінкольна. Спочатку входив до партії вігів, потім став одним з перших членом і лідерів новоствореної Республіканської партії США.
Змінив Вільяма Сьюарда на посаді державного секретаря США в кабінеті президента Улісса Гранта, але пробув на посаді лише 12 днів в березні 1869 року, найкоротший час в історії США. Потім був призначений на посаду посла США у Франції і відігравав важливу роль у веденні переговорів про перемир'я в 1870 році.
Після виходу у відставку в 1876 році жив у Чикаго. Помер в 1887 році.